# Gostiny Dvor (métro de Saint-Pétersbourg)
Pour l’article homonyme, voir Gostiny Dvor.
Gostiny Dvor (en russe : Гости́ный двор) est une station de la ligne 3 du Métro de Saint-Pétersbourg. Elle est située à l'angle de la perspective Nevski et de la rue Sadovaïa dans le raïon Central, à Saint-Pétersbourg en Russie.
Mise en service en 1967, elle est desservie par les rames de la ligne 3 du métro de Saint-Pétersbourg. Elle est en correspondance avec la station Nevski prospekt, desservie par la ligne 2.

## Situation sur le réseau

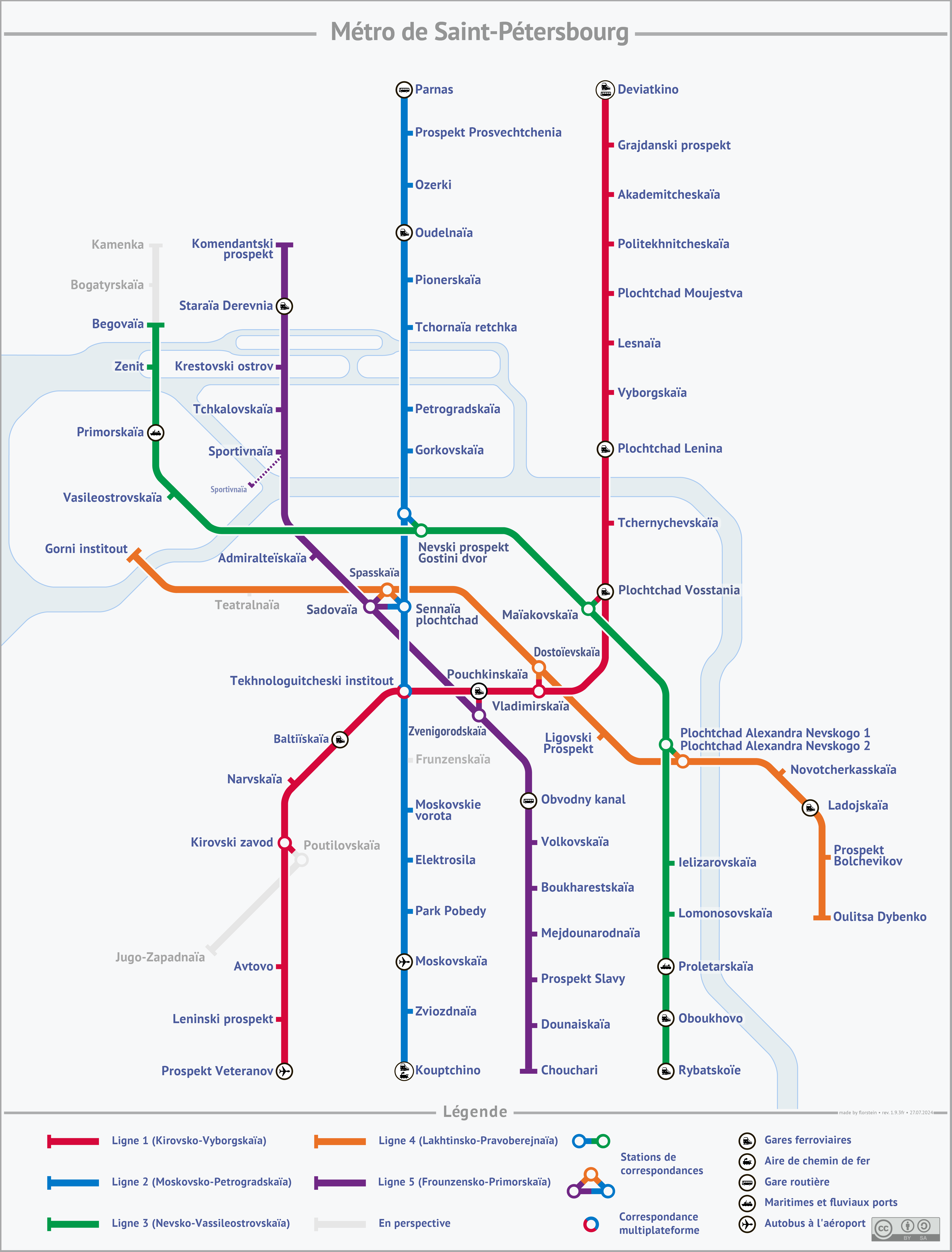
Plan du métro.

Établie en souterrain à 56 m. de profondeur, Gostiny Dvor est une station de passage de la ligne 3 du métro de Saint-Pétersbourg. Elle est située entre la station Vassileostrovskaïa, en direction du terminus nord-ouest Begovaïa, et la station Maïakovskaïa, en direction du terminus sud-est Rybatskoïe.
La station dispose d'un quai central encadré par les deux voies de la ligne. Elle est en correspondance avec la station plus profonde Nevski prospekt, de la ligne 2, située perpendiculairement.

## Histoire
La station Gostiny Dvor est mise en service le 3 novembre 1967, lors de l'ouverture à l'exploitation de la section de Vassileostrovskaïa à Plochtchad Alexandra Nevskogo 1. Elle est nommée en fonction de sa situation sur l'Île Vassilievski et du fait de l'installation de son hall, en surface, dans la cour d'un grand magasin éponyme. La station souterraine est construite suivant un nouveau type de station dite station fermée (ru), ou le quai central donne sur des portes fermées qui ne s'ouvrent en coulissant que lorsque la rame est présente.

## Services aux voyageurs

### Accès et accueil
Son accès principal est situé sur la perspective Nevski près de l'angle avec la rue Sadovaïa. Il donne dans un hall de surface situé dans la cour du grand magasin éponyme, qui dispose également d'un accès direct avec le hall, et est en relation avec l'est du quai par un tunnel en pente équipé de quatre escaliers mécaniques. La station est également accessible par un accès, commun avec la station Nevski prospekt, à proximité du franchissement du canal Griboïedov par la Perspective Nevski sur le pont de Kazan, qui comporte un hall d'accès, au rez-de-chaussée de l'immeuble dit Maison Engelhardt, en relation avec l'ouest du quai par un tunnel en pente équipé de trois escaliers mécaniques qui débouche sur un tunnel qui passe au dessus de la station Nevski prospekt avant d'atteindre l'ouest du quai.

Hall de l'accès principal
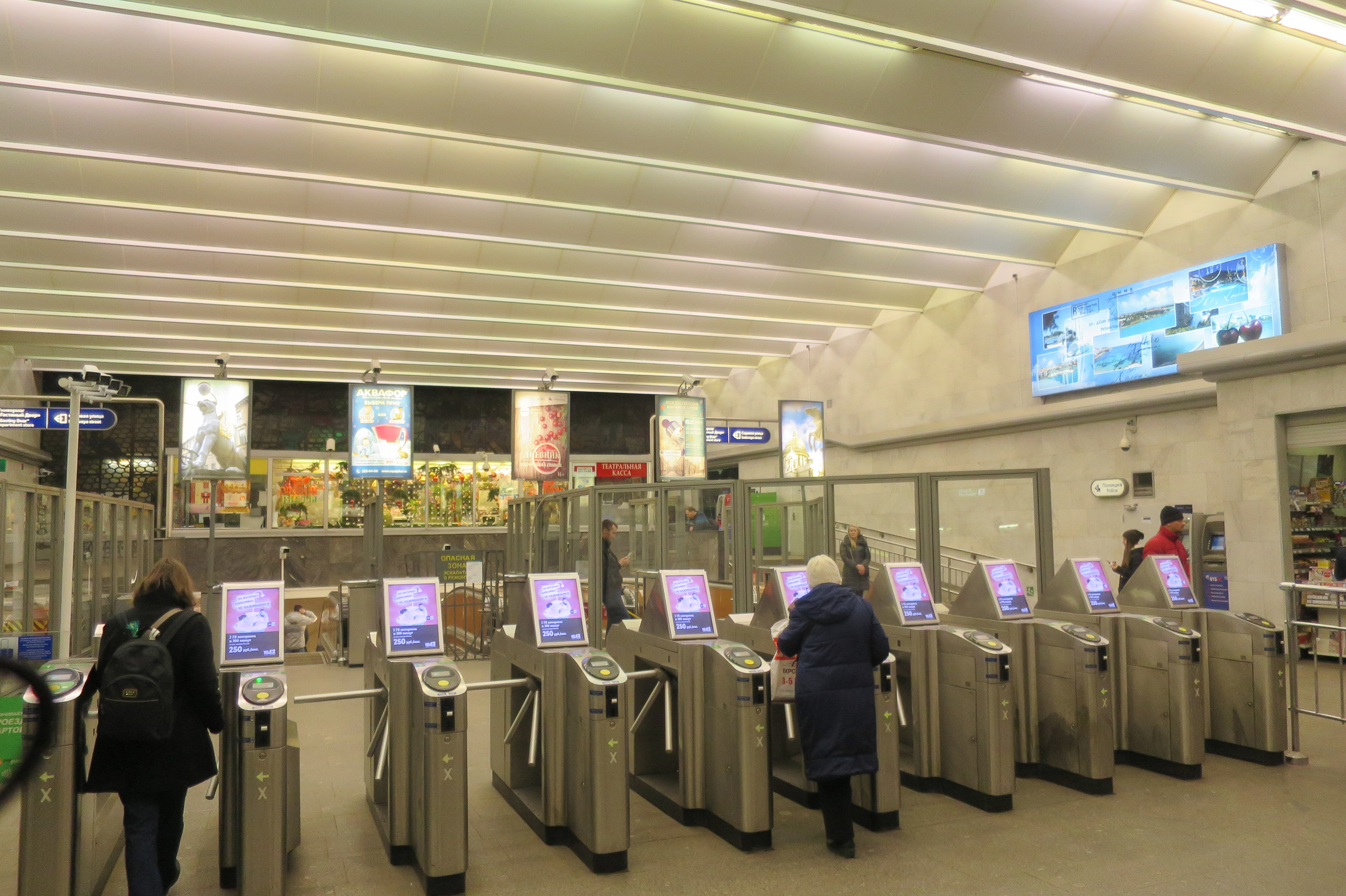
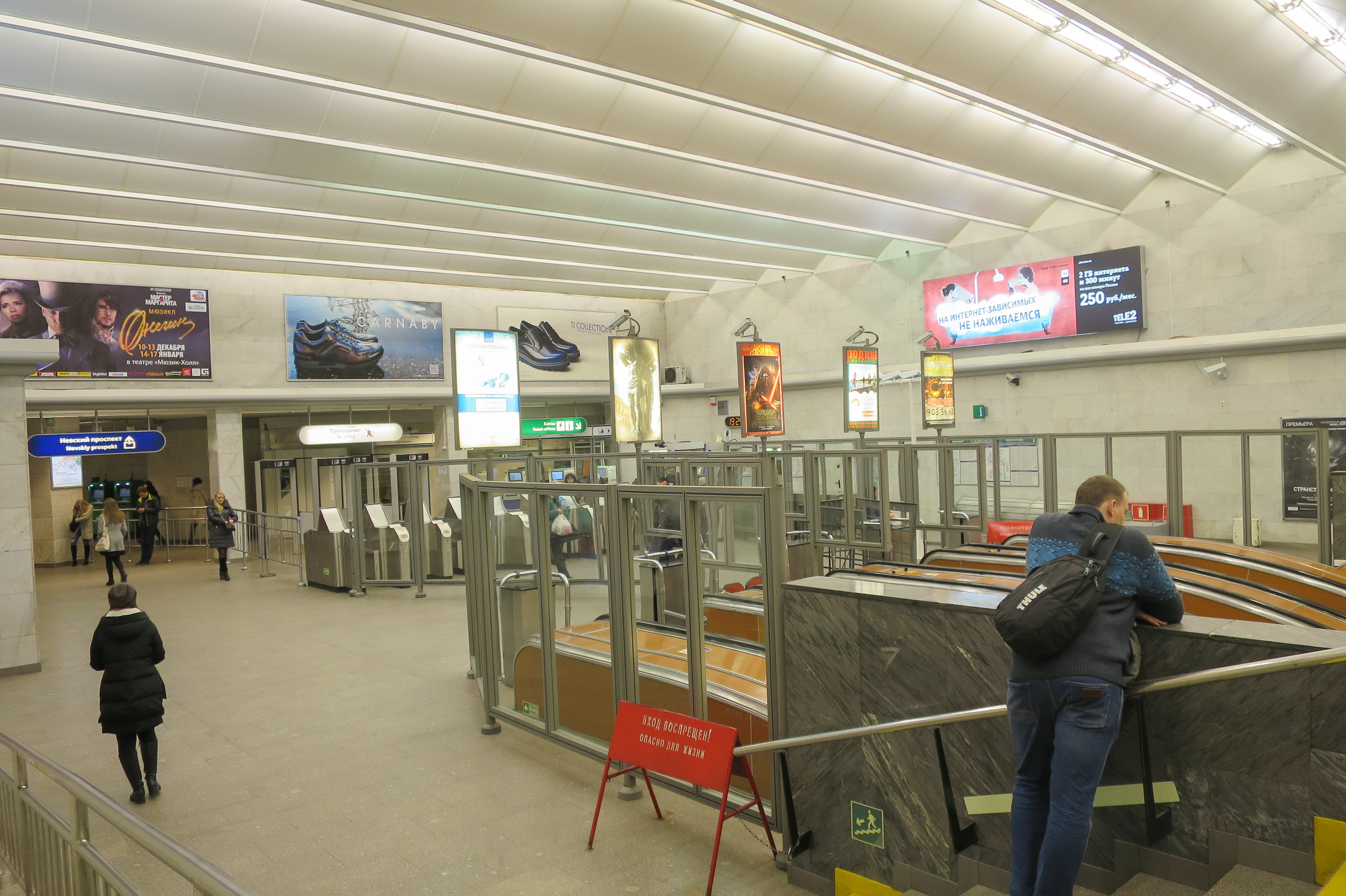
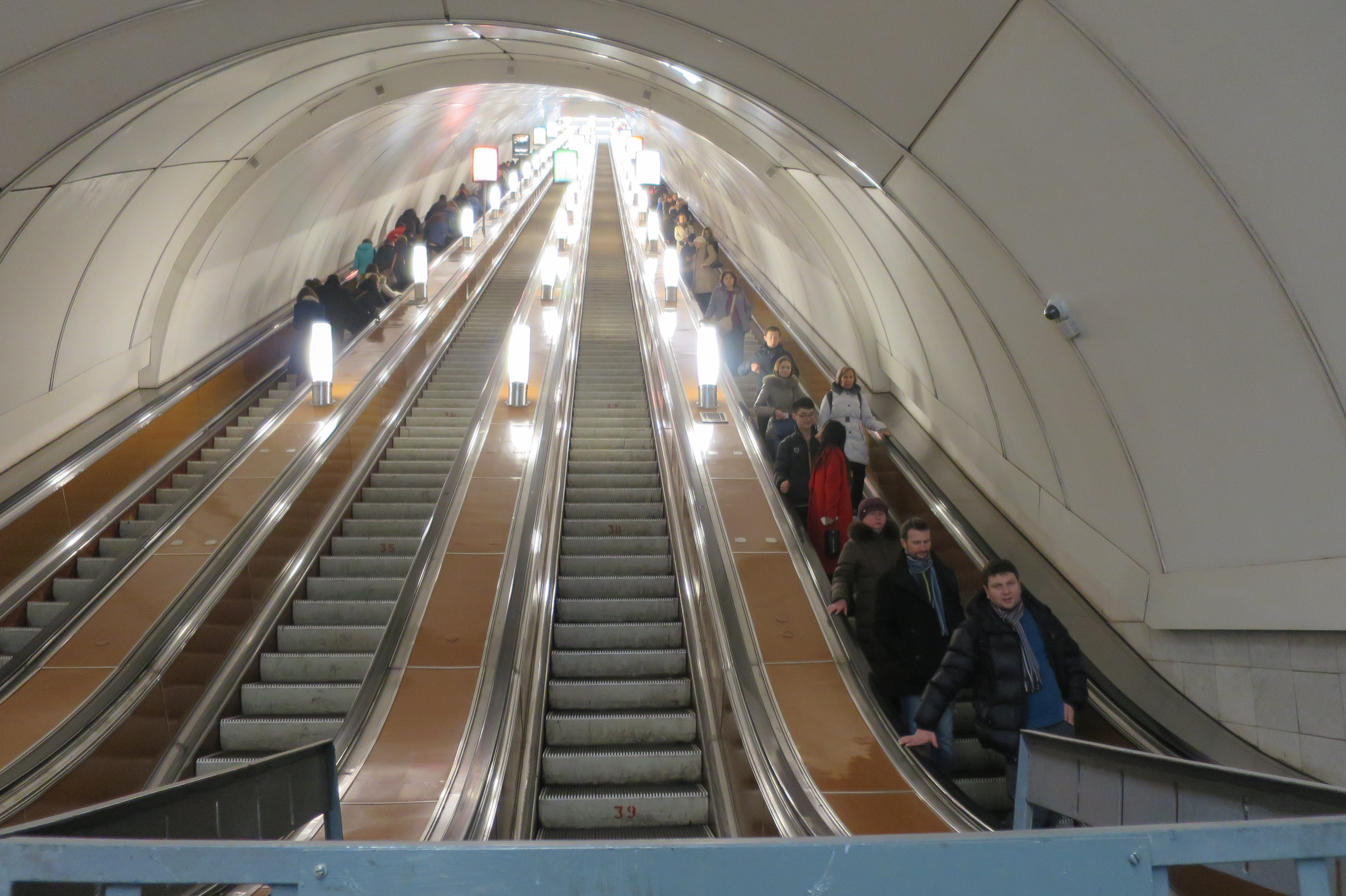

### Desserte
Gostiny Dvor est desservie par les rames de la ligne 3 du métro de Saint-Pétersbourg. Elle est du type station fermée (ru) avec un accès aux rames par des portes coulissantes, donnant sur le quai central, ouvertes uniquement lorsque la rame est présente.

Installations et desserte
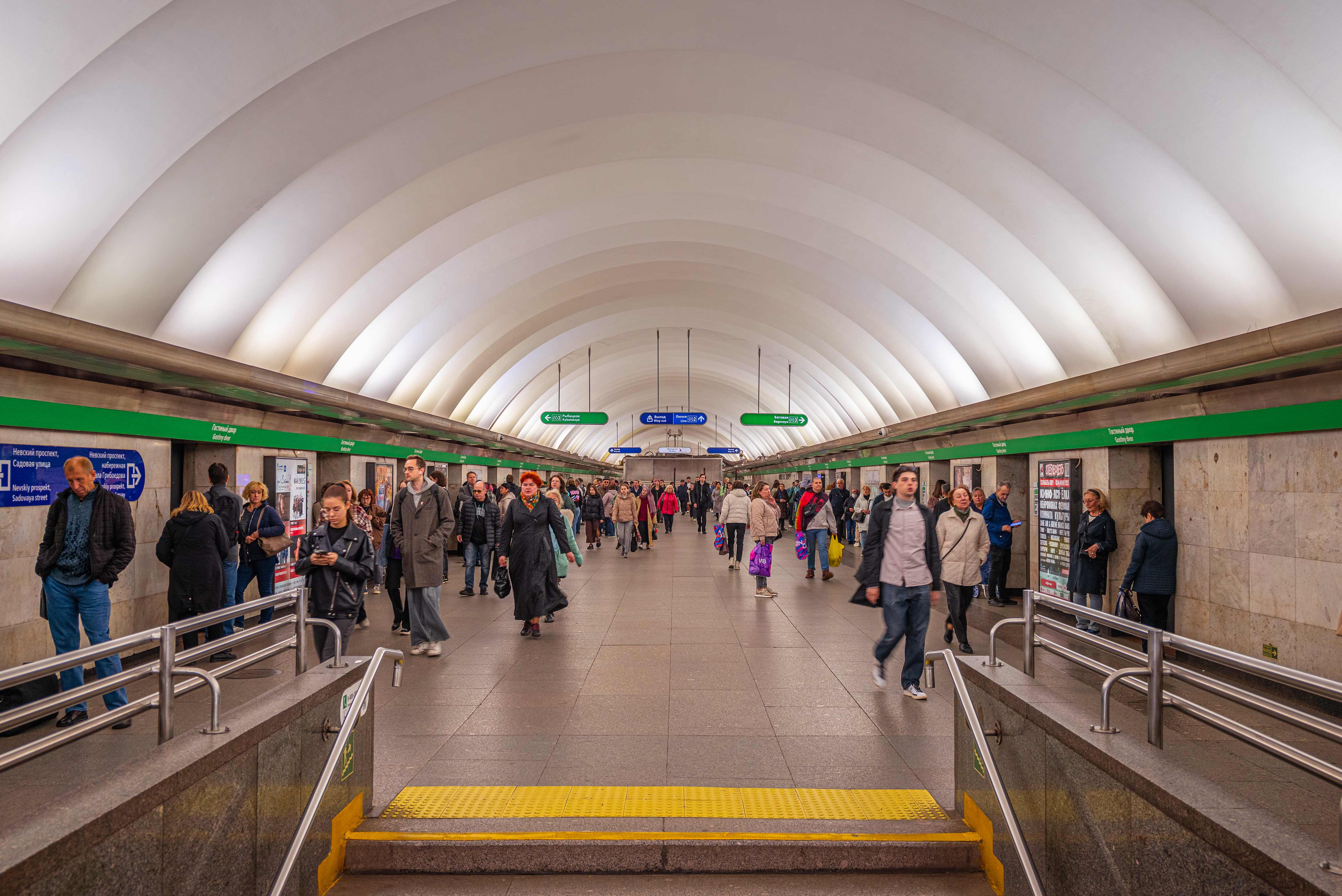
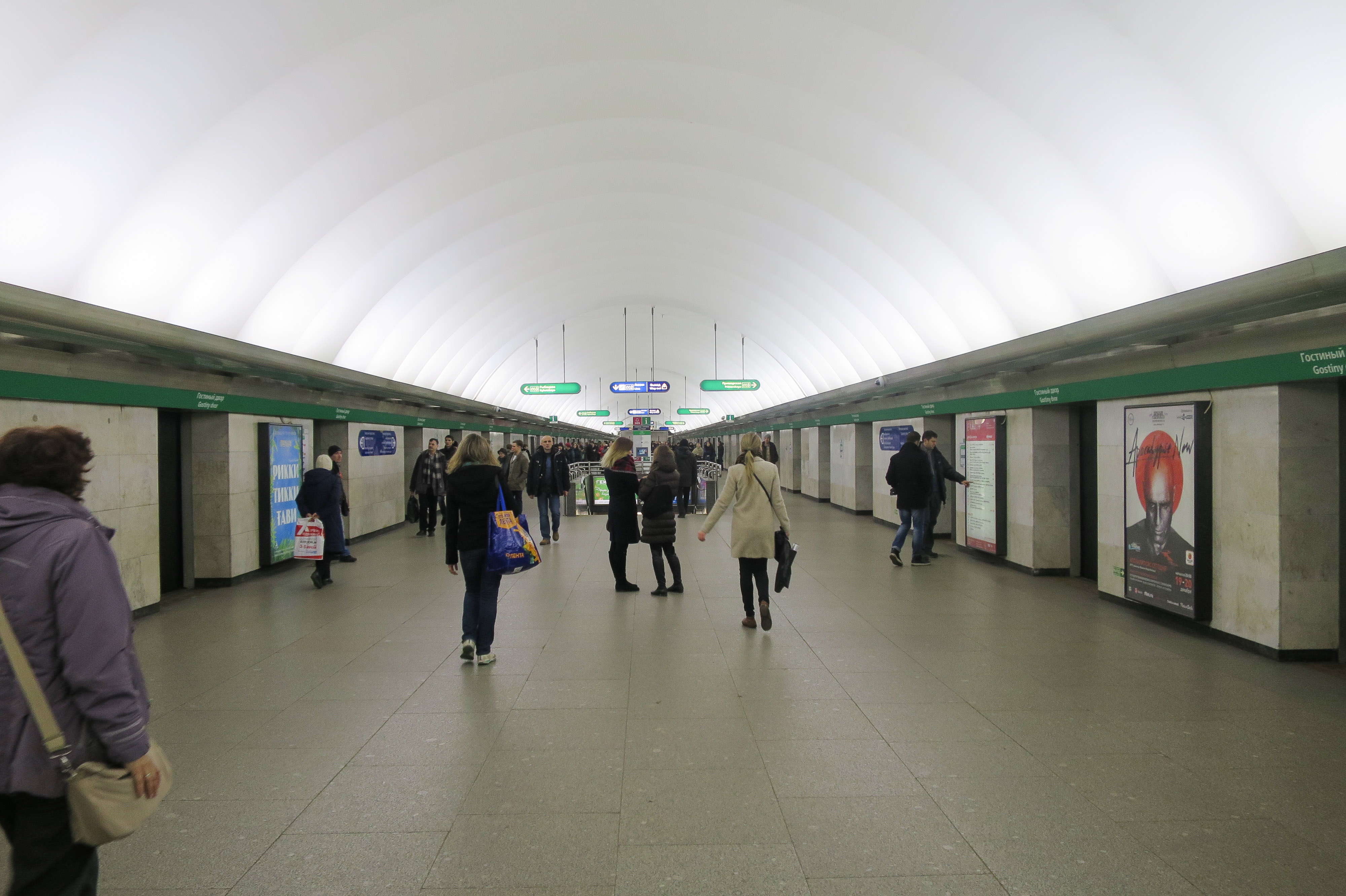
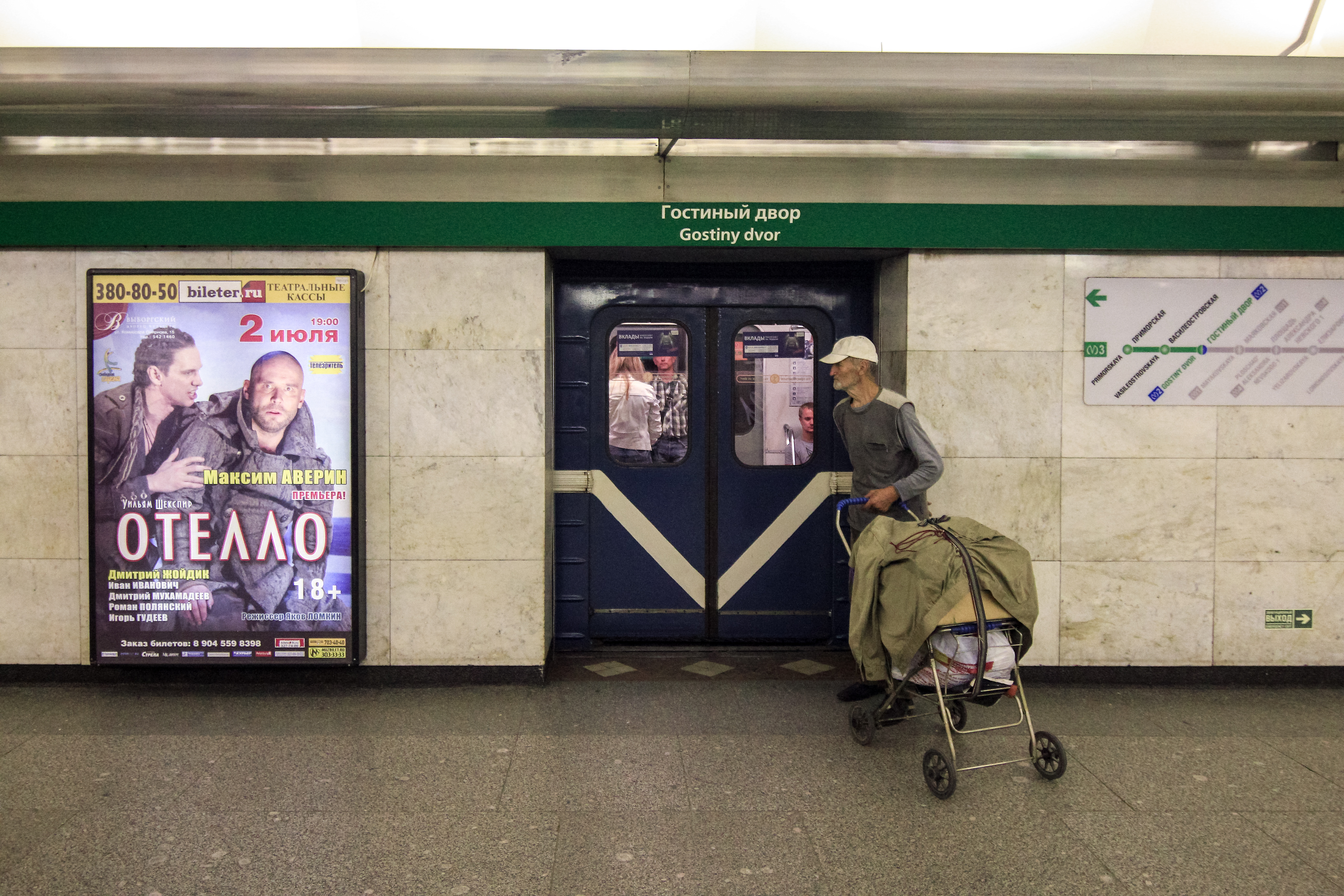

### Intermodalité
La station est en correspondance directe avec la station Nevski prospekt desservie par la ligne 2, par une relation piétonne accessible par deux escaliers au centre du quai et aboutissant au quai de la ligne 2.